# Arteria cerebri posterior
De arteriae cerebri posteriores (ACP) of achterste hersenslagaders zijn  slagaders van de grote hersenen die zuurstofrijk bloed aanvoeren. Van de grotehersenhelft verzorgen zij de occipitale en temporale kwab van bloed. Ook behoort de thalamus tot het verzorgingsgebied.
Deze slagaders maken deel uit van de cirkel van Willis.